# Stadland
Stadland ist eine Gemeinde im Landkreis Wesermarsch im nordwestlichen Niedersachsen. Sitz der Gemeinde ist Rodenkirchen.

## Das Wort Stadland
Der Begriff „Stadland“ soll aufgekommen sein, als nach der Schlacht bei Altenesch Stedinger aus der Gegend südöstlich der Hunte in das im 13. Jahrhundert noch freie Land der Friesen nördlich der Hunte geflohen sind. Das würde auch die lateinische Bezeichnung für das Stadland („Terra Stedingorum Rustringie“) erklären. In diesem Begriff wird zwischen friesischen (genauer: rüstringischen) und sächsischen „Stedingern“ unterschieden.
Die Absicht, zwischen rüstringischen und nicht-rüstringischen „Stedingern“ zu unterscheiden, wurde nicht von allen Forschern als solche erkannt. Dadurch kommt es dazu, dass einige Stedingen als Teil Rüstringens betrachten. Von nicht Lateinisch sprechenden Einheimischen wurden aber immer Stedingen und Stadland als zwar benachbarte, aber voneinander getrennte Landschaften angesehen.
Da ‚Stadland‘ ein Teil der Wesermarsch am linken Ufer ist und die Marsch am rechten Ufer der Unterweser ‚Osterstade‘ heißt, liegt nahe, beide Namen (und möglicherweise – mit Umlaut – auch ‚Stedingen‘) unabhängig von allen historisch politischen Verquickungen auf das Wort ‚Gestade‘ für Ufer zurückzuführen.

## Geografie

### Lage

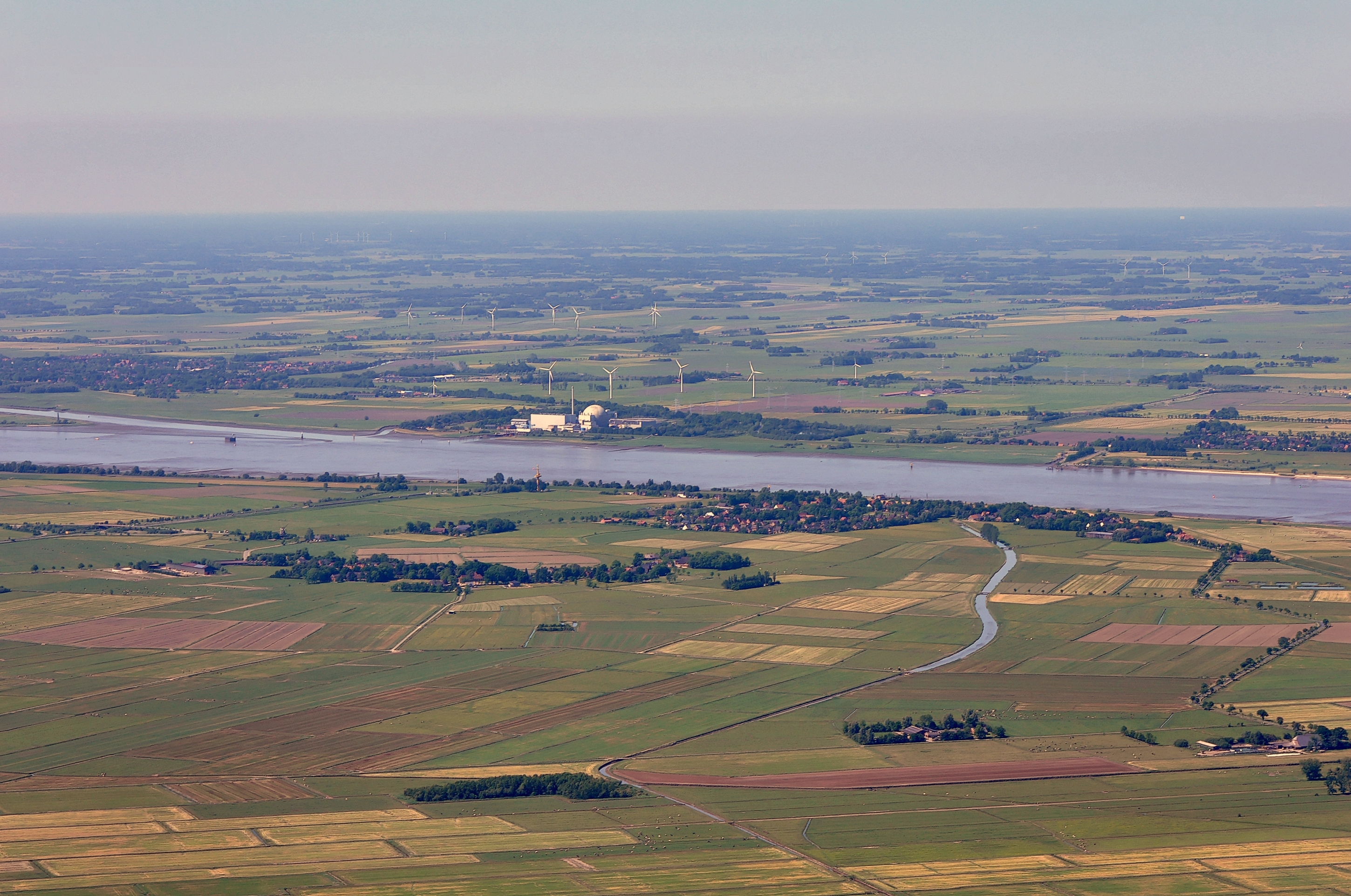
Vor der Weser Osterstade,
hinter der Weser Stadland

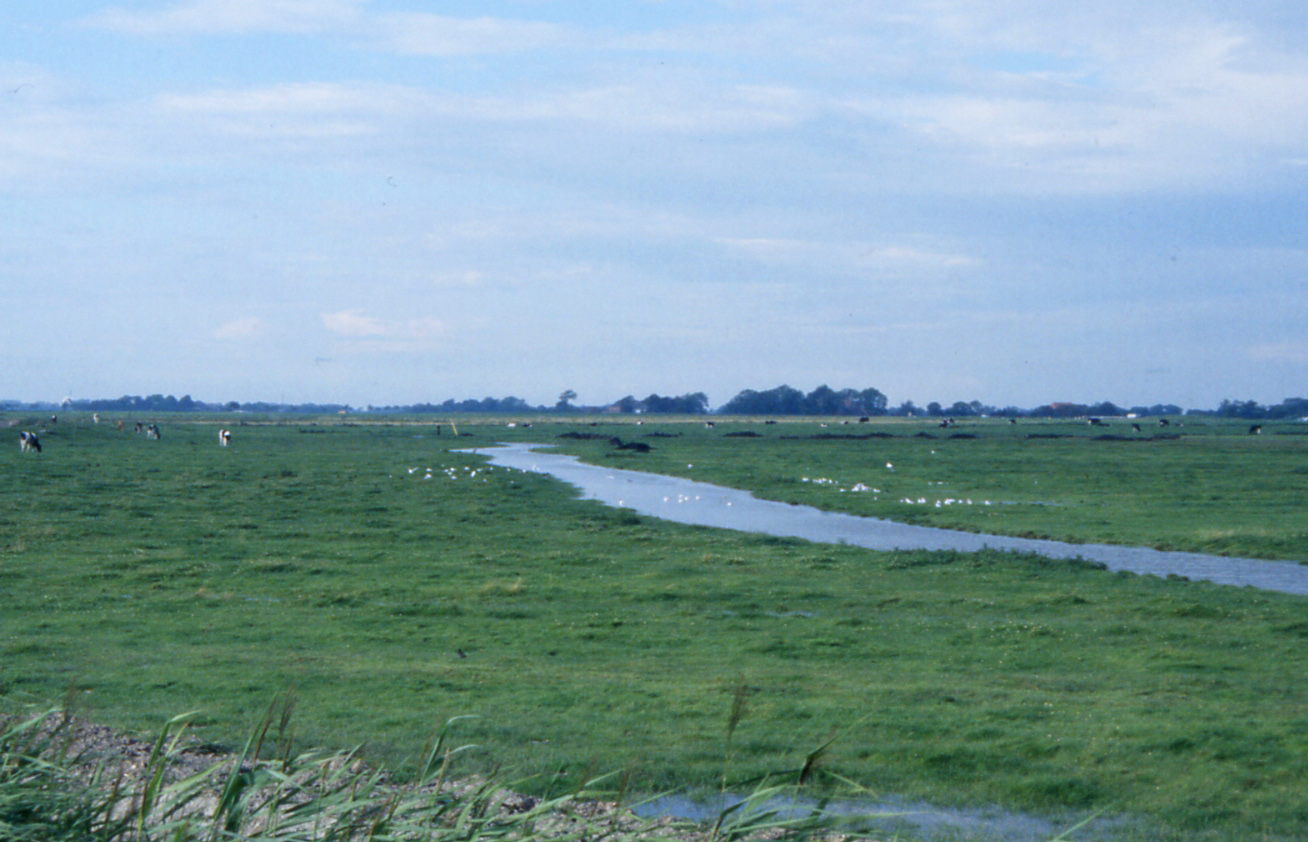
Braker Tief, ein zarter Rest des Lockfleths

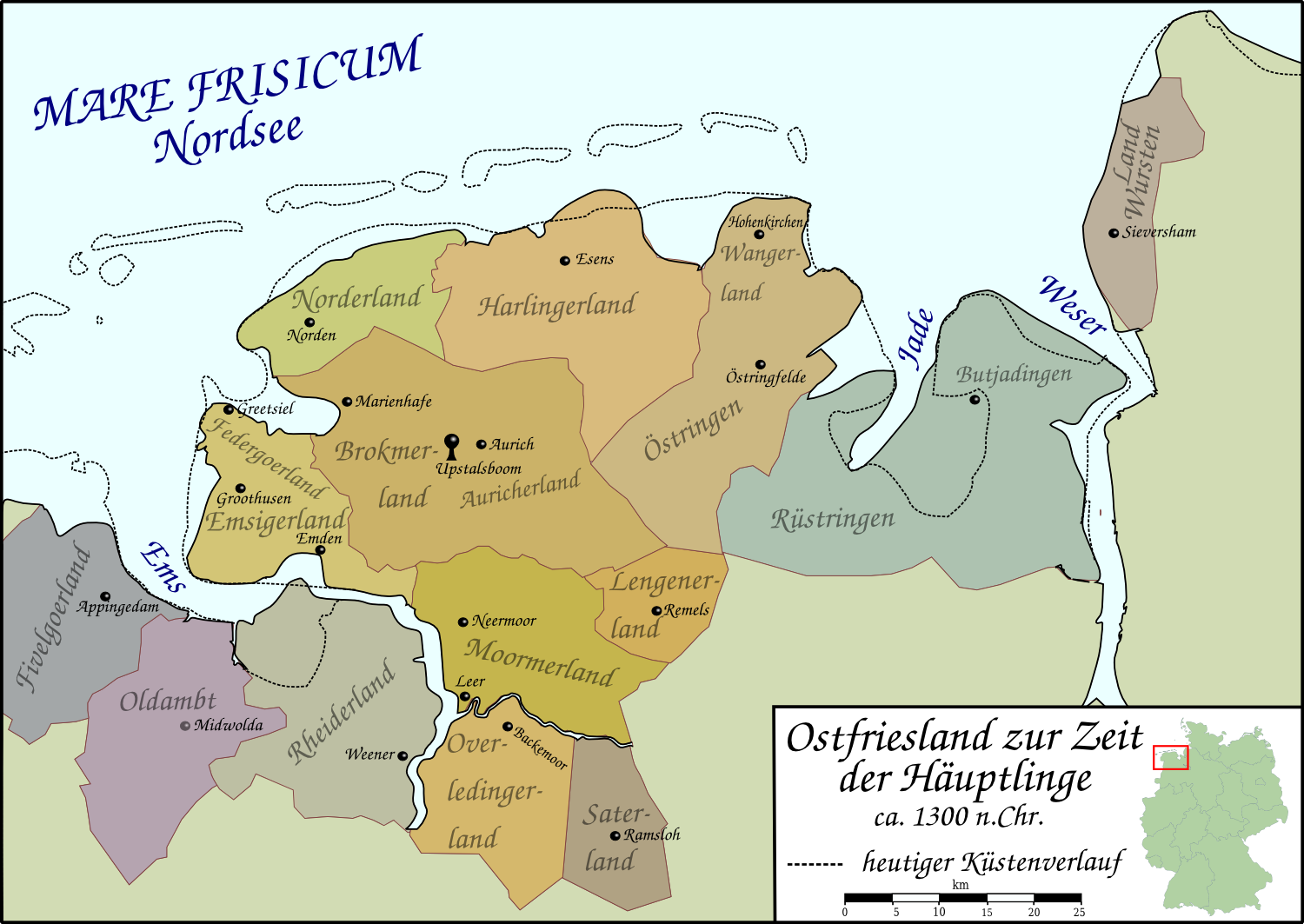
Ostfriesland um 1300, graugrün: Rüstringen

Die Gemeinde Stadland deckt sich zum großen Teil mit der historischen Landschaft Stadland. Diese bildet heute zusammen mit der Landschaft Butjadingen eine Halbinsel zwischen Unterweser und Jadebusen und ist eine der flachsten Gegend Deutschlands mit Höhen zwischen 1,2 über und 0,8 Metern unter NN. Während das Marschland von jeher sehr tief lag, war das Niveau der Hochmoore im Südwesten des Stadlands bis zu ihrer Kultivierung bis zu vier Meter höher als jetzt, so dass sie bei Deichbrüchen nicht mit überflutet wurden. Die Siedlungen lagen vor dem Bau hinreichend hoher Deiche vorzugsweise auf Warften.

### Nachbargemeinden
Die Gemeinde Stadland grenzt im Nordwesten an die Gemeinde Butjadingen und im Nordosten an die Stadt Nordenham. Im Osten grenzt sie an die Unterweser und im Westen an den Jadebusen. Im Südosten liegt die Stadt Brake, im Süden die Gemeinde Ovelgönne und im Südwesten die Gemeinde Jade. Alle Umlandgemeinden gehören zum Landkreis Wesermarsch.

### Gemeindegliederung
Die Gemeinde besteht aus den Orten Rodenkirchen, Schwei, Seefeld und Kleinensiel. Ursprünglich waren die Ortsteile eigenständige Gemeinden; diese wurden jedoch in den 1970er-Jahren zusammengefasst.
Rodenkirchen ist mit rund 4000 Einwohnern der größte Ort der Gemeinde sowie Schul- und Sportzentrum und Sitz der Gemeindeverwaltung. Der Name, den der Ort im Jahre 1244 erhielt, bedeutet in etwa „Kreuzigungskirche“ und ist auf die St.-Matthäus-Kirche im Ortskern zurückzuführen, in der sich bedeutende Holzschnitzereien (Altar und Kanzel) von Ludwig Münstermann befinden. Auf einem Bauernhof in Brunswarden bei Rodenkirchen wurde die niederdeutsche Dichterin Alma Rogge geboren („Wo ik her kaam, weiht de Wind…“).
Schwei hat rund 1500 Einwohner. Den Mittelpunkt des Ortes bildet die St.-Secundus-Kirche; sowohl der Altar der Kirche als auch Kanzel und Taufsteindeckel wurden von Ludwig Münstermann gestaltet. Zu der ehemaligen Gemeinde Schwei zählen die Bauerschaften Norderschwei, Kötermoor, Süderschwei, Schweieraußendeich, Schweieraltendeich, Schweierfeld und Schwei-West.

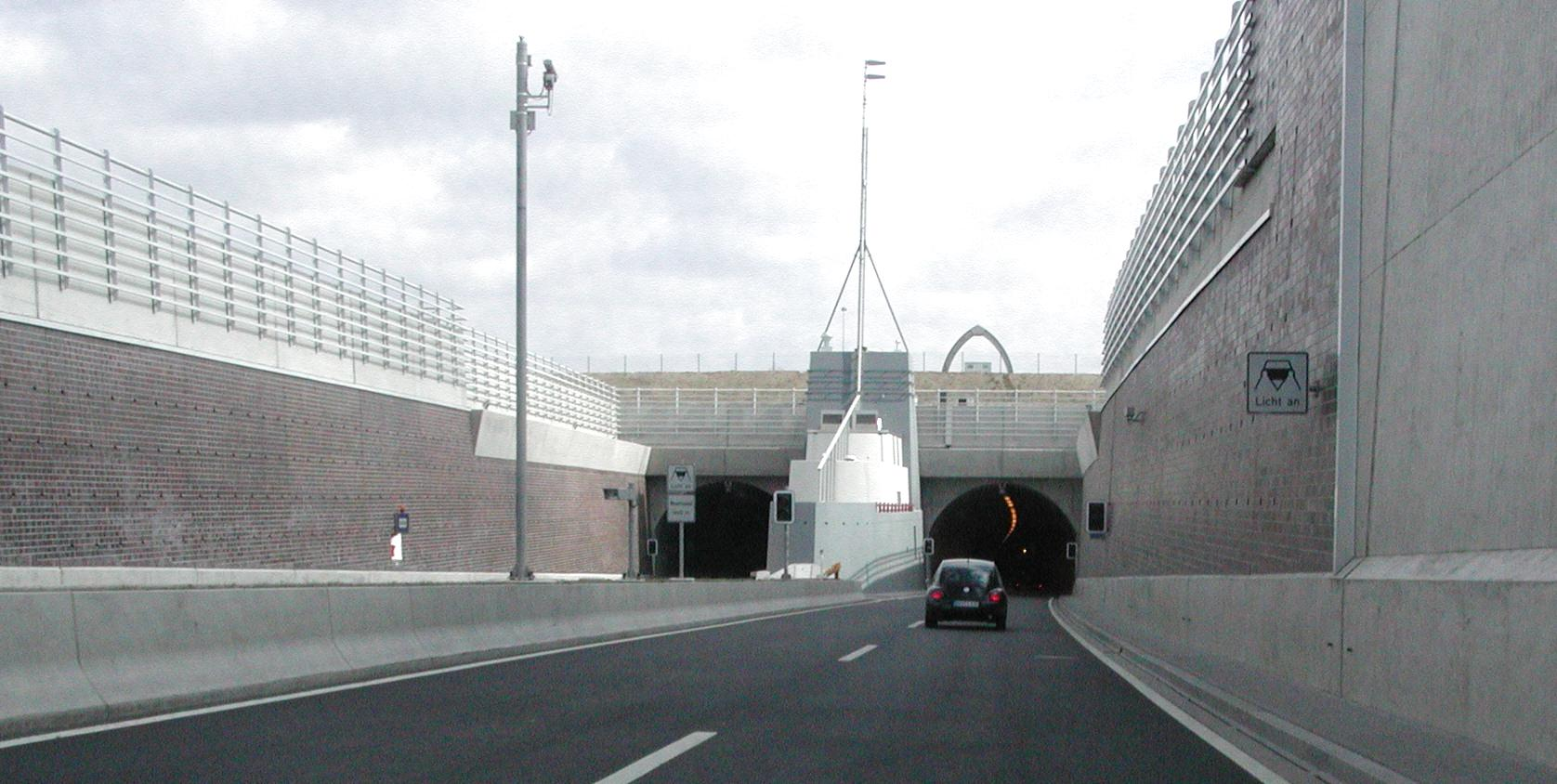
Einfahrt in den Wesertunnel bei Kleinensiel

Seefeld entstand im Jahre 1643 durch Eindeichungen und Landgewinnung. Der Ort ist vor allem durch die Landwirtschaft geprägt. Das kulturelle Zentrum bildet die Seefelder Mühle, das Wahrzeichen des Ortes, wo jährlich über 50 Veranstaltungen stattfinden. Die Ortschaft Reitland, die zu Seefeld gezählt wird, ist eine Hochburg für die friesischen Sportarten Boßeln und Klootschießen.
Kleinensiel ist mit ca. 800 Einwohnern der kleinste Ort der Gemeinde. Bereits im 11. Jahrhundert bestand im Ortsteil Kleinensiel eine Fährverbindung zur anderen Weserseite nach Dedesdorf. Diese wurde im Januar 2004 nach dem Bau des Wesertunnels eingestellt. Die nächste feste Landquerung über die Weser befindet sich am Rand der Bremer Innenstadt.

## Geschichte

### 20. Jahrhundert

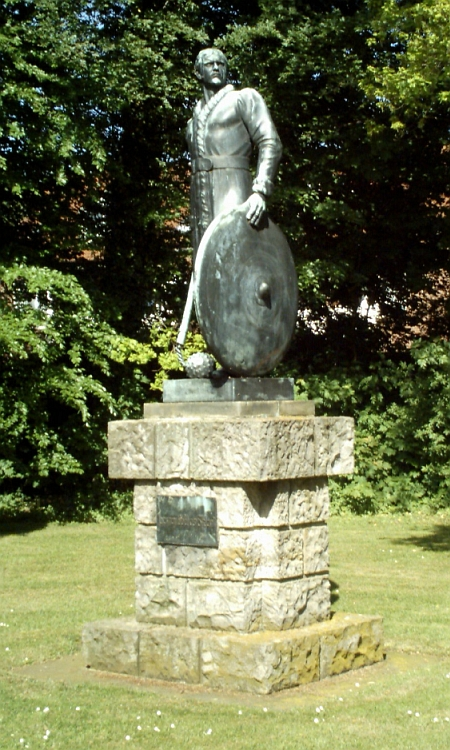
Denkmal zur Erinnerung an die Schlacht an der Hartwarder Landwehr

Die heutige Gemeinde umfasst außer dem historischen Marschland Stadtland entlang der Weser auch ein Gebiet an der Ostküste des Jadebusens, das um 1500 mit Moor bedeckt und kaum bewohnt war.
Zum Ende der Weimarer Republik entwickelte sich Stadland zu einer Nazi-Hochburg; die NSDAP erzielte bei den Oldenburgischen Landtagswahlen am 27. Mai 1932 in Rodenkirchen 49 Prozent – SPD: 27,3 Prozent – und bei den Reichstagswahlen am 31. Juli 1932 sogar 58,7 Prozent.
Die Gemeinde Stadland wurde in den 1970er Jahren durch die Zusammenlegung der Gemeinden Seefeld, Schwei und Rodenkirchen gegründet.
Ab 1946 gehörte Stadland zum niedersächsischen Verwaltungsbezirk Oldenburg und von 1978 bis 2004 zum Regierungsbezirk Weser-Ems.
1875 erhielt Rodenkirchen einen Bahnanschluss durch die Verlängerung der Bahnlinie Hude-Elsfleth bis Nordenham. 1913 kam eine Ostwestverbindung von Rodenkirchen über Schwei nach Varel hinzu, die aber 1958 stillgelegt wurde.

### Eingemeindungen
Bei der niedersächsischen Gebietsreform vom März 1974 wurden die damaligen Gemeinden Rodenkirchen, Schwei, Seefeld sowie Kleinensiel, das vorher zu Esenshamm gehörte, zur Gemeinde Stadland zusammengefasst.

### Einwohnerentwicklung
|  |

(jeweils zum 31. Dezember)

## Politik

### Gemeinderat
Der Rat der Gemeinde Stadland besteht aus 20 Ratsfrauen und Ratsherren. Dies ist die festgelegte Anzahl für eine Gemeinde mit einer Einwohnerzahl zwischen 7.001 und 8.000 Einwohnern. Die 20 Ratsmitglieder werden durch eine Kommunalwahl für jeweils fünf Jahre gewählt. Die aktuelle Amtszeit begann am 1. November 2021 und endet am 31. Oktober 2026.
Stimmberechtigt im Rat ist außerdem der hauptamtliche Bürgermeister.
Die letzte Kommunalwahl vom 12. September 2021 ergab das folgende Ergebnis:
| Partei                                | Anteilige Stimmen | Anzahl Sitze | Veränderung Stimmen | Veränderung Sitze |
| ------------------------------------- | ----------------- | ------------ | ------------------- | ----------------- |
| SPD                                   | 32,67 %           | 6            | −6,19 %             | −2                |
| CDU                                   | 23,13 %           | 5            | −12,19 %            | −2                |
| Wählergemeinschaft Pro Stadland (WPS) | 20,50 %           | 4            | +10,86 %            | +2                |
| Bündnis 90/Die Grünen                 | 14,05 %           | 3            | +3,65 %             | +1                |
| FDP                                   | 4,82 %            | 1            | +1,80 %             | 0                 |
| Einzelbewerber Fritz                  | 2,77 %            | 1            | +2,77 %             | +1                |
| Einzelbewerber Bunjes                 | 1,17 %            | 0            | +1,17 %             | 0                 |
| Einzelbewerber Lohse                  | 0,89 %            | 0            | + 0,89 %            | 0                 |

Die Wahlbeteiligung bei der Kommunalwahl 2021 lag mit 57,33 % über dem niedersächsischen Durchschnitt von 57,1 %. Zum Vergleich – bei der vorherigen Kommunalwahl vom 11. September 2016 lag die Wahlbeteiligung bei 56,16 %.

### Bürgermeister
Hauptamtlicher Bürgermeister der Gemeinde ist der Diplom-Verwaltungswirt Harald Stindt (Parteilos). Stindt wurde 2021 bei einer Wahlbeteiligung von 57,15 % im ersten Anlauf mit 57,29 % der Stimmen gewählt.

Stadlander Wappen

### Wappen
Das Wappen der Gemeinde ist gespalten und links  geteilt.
Blasonierung: Rechts  in Blau ein stehender silberner Friesenkrieger mit aufrechtstehendem silbernen Friesenspeer in der Rechten, einem silbernen buckelbewehrten Rundschild über dem (verdeckten) linken Arm und einem Schwert an der linken Seite. Links  oben in Blau drei fliegende silberne Möwen, schräg unten in Blau ein silbernes dreiblättriges Kleeblatt.

### Städtepartnerschaften
Seit 1990/1991 besteht eine offizielle Partnerschaft mit dem französischen District du Petit Caux in der Normandie. Der District du Petit Caux umfasst das Gebiet zwischen Dieppe und Criel-sur-Mer bzw. Le Tréport. Die Unterzeichnung des deutschen Teils der Partnerschaftsurkunde fand am 13. Oktober 1990 in Rodenkirchen statt. Am 25. Mai 1991 wurde im District du Petit Caux der französische Teil der Partnerschaftsurkunde unterschrieben. Durch gegenseitige Besuche von Schulklassen und Privatpersonen wird diese Partnerschaft in jedem Jahr bekräftigt.
Die Ev.-luth. Kirchengemeinde Schwei unterhielt eine langjährige Partnerschaft mit der St.-Johannes-Kirchengemeinde in Hoyerswerda/Niederschlesien. Dieser Partnerschaft war zu DDR-Zeiten von großer Bedeutung.

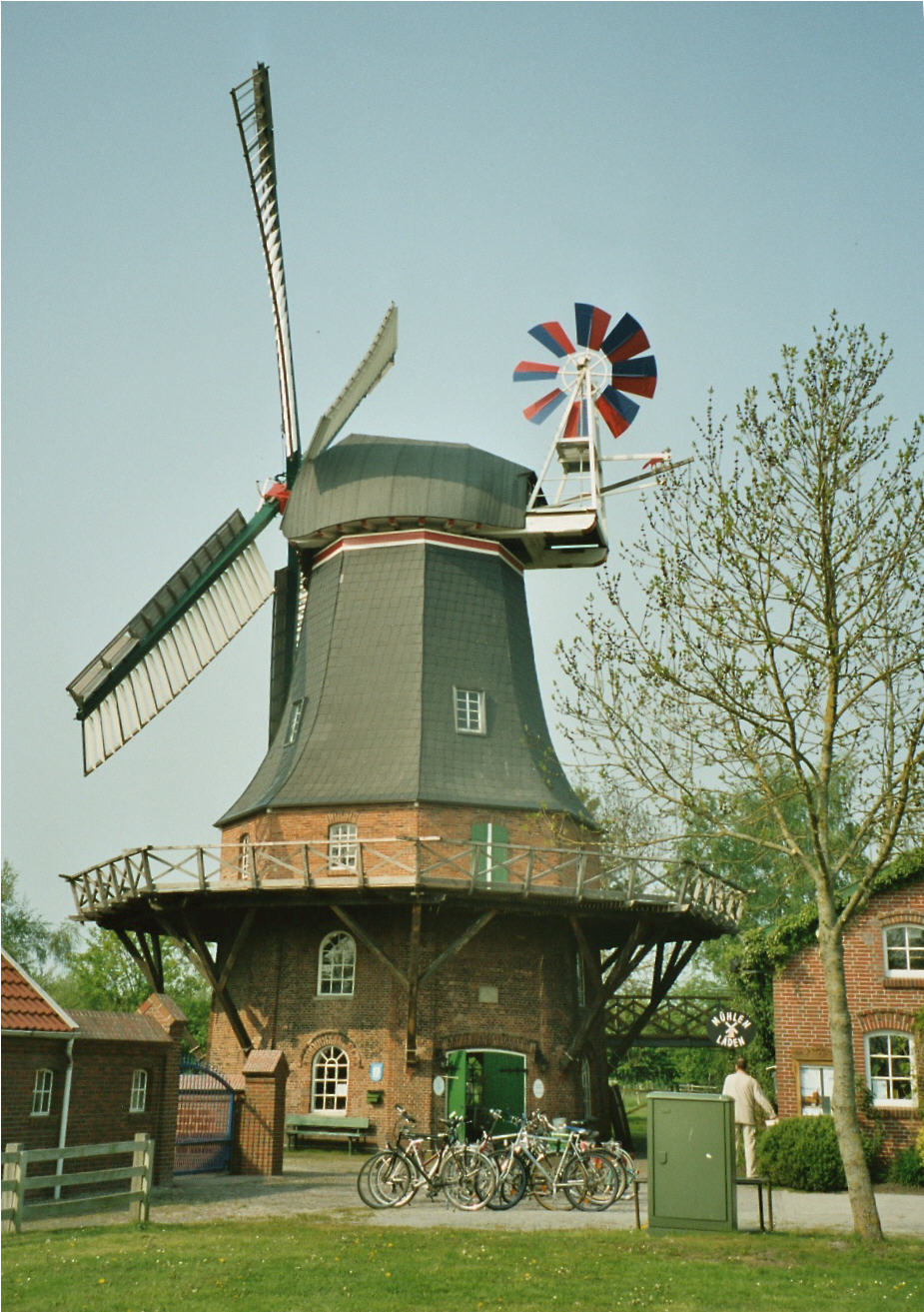
Windmühle Seefeld

## Kultur und Sehenswürdigkeiten

### Sehenswürdigkeiten
- Bronzezeithaus Hartwarderwurp
- Denkmalgeschütztes Haus der Heimatdichterin Amanda Jürgens
- Friesendenkmal in Hartwarden/Rodenkirchen
- Galerie-Holländer-Windmühle in Seefeld
- Historisches Dielenschiff Hanni am Abser Siel
- Jadebusen
- St.-Matthäus-Kirche in Rodenkirchen
- St. Secundus-Kirche in Schwei
- Strohauser Plate (Vogelschutzgebiet)
- Wesertunnel in Kleinensiel

### Regelmäßige Veranstaltungen

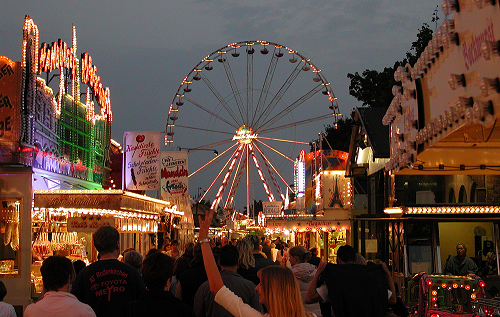
Der Roonkarker Mart

In Rodenkirchen findet jährlich Ende September der Jahrmarkt „Roonkarker Mart“ statt.

### Sport
Der Allgemeine Turnverein Rodenkirchen von 1908 e. V. (ATR) ist der größte Sportverein in der Gemeinde. Er wurde am 10. März 1908 gegründet und ist mit rund 1.500 Mitgliedern der drittgrößte Verein in der Wesermarsch.

## Wirtschaft und Infrastruktur
Wirtschaftliche Schwerpunkte liegen in der Landwirtschaft und im Tourismus. Die Wohnqualität in der Gemeinde ist hoch, was nicht zuletzt durch neue Siedlungsgebiete belegt werden kann. Trotz günstiger Verkehrsanbindungen bleibt die Neuansiedlung von größeren Betrieben aufgrund fehlender Nachfrage aus. Wie in der gesamten Wesermarsch ist die Arbeitslosenquote relativ hoch.

### Zu- und Entwässerung
Von zentraler Bedeutung für das tiefgelegene Stadland ist das System von Zu- und Entwässerungsgräben und -kanälen sowie der Sieltiefs. Im Bereich der Stadlander Sielacht erfolgt die Entwässerung des gesamten Verbandsgebietes über das Strohauser Sieltief. Das Verbandsgebiet ist in zwölf Meliorisationsgebiete unterteilt.

### Energiewirtschaft
Stadland ist Standort des Kernkraftwerks Unterweser, welches zur E.ON AG gehört und 1978 ans Netz ging. Es war mit über 1.400 Megawatt eines der leistungsstärksten Atomkraftwerke und wurde 2011 abgeschaltet.

### Verkehrsanbindung

#### Straßen
Hauptverkehrsstraßen sind die Bundesstraßen B212 und B437, zu der auch der Wesertunnel gehört. Über die Bundesstraßen sind die Autobahnen A27 und A29 erreichbar. Somit sind mit dem Auto die Städte Oldenburg (Oldenburg), Wilhelmshaven, Bremen und Bremerhaven innerhalb einer Stunde erreichbar.
Die geplante Verlängerung der Bundesautobahn A20, früher auch als Bundesautobahn A22 bezeichnet, wird voraussichtlich über das Gemeindegebiet verlaufen.

#### Eisenbahn
Per Bahn ist die Gemeinde Stadland durch die Bahnstrecke Hude–Nordenham verbunden: Haltepunkte sind die Bahnhöfe in Rodenkirchen und Kleinensiel. Zudem bestehen Verbindungen per Bus mit den Städten Oldenburg, Wilhelmshaven und Bremerhaven.

#### Radfernwege
Durch das Gemeindegebiet führen zwei Radfernwege. Die Deutsche Sielroute ist ein Radfernweg durch den Landkreis Wesermarsch. Er besitzt eine Länge von 220 Kilometern und ist vor allem von der typischen Landschaft der Wesermarsch geprägt. Der Weserradweg ist ein 491 Kilometer langer Radfernweg von Hann. Münden bis Cuxhaven entlang der Weser. Örtliche Gastronomieunternehmen und private Fremdenverkehrszimmer laden zu Übernachtungen oder Ruhepausen ein. An der Schäferei Beckumersiel gibt es ein Melkhus.

### Medien
Die Gemeinde Stadland liegt im Einzugsbereich zweier Tageszeitungen. Dies sind die Nordwest-Zeitung mit ihrem Lokalteil „Wesermarsch-Zeitung“ sowie die Kreiszeitung Wesermarsch.

## Persönlichkeiten
- Dide Lubben (bezeugt 1384–nach 1414), Ostfriesischer Häuptling
- Walter Renzelmann, Pfarrer in Schwei, erster lutherischer Prediger in der Grafschaft Oldenburg
- Hermann Mylius (1603–1657), Oldenburger Diplomat mit dem Prädikat von Gnadenfeld
- Diedrich Konrad Muhle (1780–1869), Pfarrer und Chronist
- Carl Peter Wilhelm Gramberg (1797–1830), Theologe und Pädagoge
- Anna Helene Boyksen (1811–1920), erste Ingenieurstuedentin an der Technischen Hochschule München
- Theodor Dirks (1816–1902), unterrichtete von 1842 bis 1859 in Norderschwei
- Karl Becker (1823–1896), Direktor des oldenburgischen Statistischen Bureaus und des kaiserlichen Statistischen Amtes in Berlin
- Carl Thorade (1841–1896), Bankier, Person der Arbeiterbewegung und Politiker
- Wilhelm Schwecke (1855–1949), politisch engagierter Rektor aus Alse
- Robert Allmers (1872–1951),  Industrieller und Präsident des Reichsverbandes der deutschen Automobilindustrie (RDA)
- Bernhard Müller (1887–1970), Fuhrmann und Politiker, Mitglied des Ernannten Landtags von Oldenburg
- Alma Rogge (1894–1969), Schriftstellerin
- Franz Radziwill (1895–1983), Kunstmaler der Neuen Sachlichkeit
- Helene Ramsauer (1905–2001), Professorin für Religionspädagogik an der PH Oldenburg
- Udo Zempel (1925–2012), Politiker (SPD), 1974–1990 Mitglied des Niedersächsischen Landtages, ehemaliger Landrat des Landkreises Wesermarsch
- Otto Ammermann (* 1932), ehemaliger deutscher Vielseitigkeitsreiter, Silbermedaillengewinner bei den Olympischen Spielen 1976 und mehrfacher deutscher Meister
- Hans-Joachim Beckmann (* 1946), Politiker (SPD)
- Dennis Schneider (* 1988), Pro-Gamer und mehrfacher Sieger der ESL Pro Series in Warcraft 3 und Starcraft 2